# NGC 7678
NGC 7678 est une galaxie spirale intermédiaire (?) située dans la constellation de Pégase à une distance d'environ 46,2 ± 3,2 Mpc (∼151 millions d'al).. NGC 7678 a été découverte par l'astronome germano-britannique William Herschel en 1784.
On ne s'entend vraiment par sur la classification de cette galaxie, spirale ordinaire, spirale intermédiaire, ou spirale barrée.
NGC 7678 est une galaxie à sursaut de formation d'étoiles et c'est également une galaxie active de type Seyfert. Elle est lumineuse dans le domaine de l'infrarouge.
Halton Arp a inscrit cette galaxie dans son atlas des galaxies particulières sous la désignation Arp 28 en mentionnant qu'un de ses bras présente des propriétés inhabituelles.
Quatre supernovas ont été découvertes dans cette galaxie qui fait partie d'un groupe de galaxies, celui de qui porte son nom.

## Caractéristiques
La classe de luminosité de NGC 7678 est III et elle présente une large raie HI. Elle renferme également des régions d'hydrogène ionisé (HII),.

### Distance
Sa vitesse par rapport au fond diffus cosmologique est de 3 132 ± 25 km/s, ce qui correspond à une distance de Hubble de 46,2 ± 3,2 Mpc (∼151 millions d'al).
À ce jour, vingt-deux mesures non basées sur le décalage vers le rouge (redshift) donnent une distance de 40,350 ± 10,688 Mpc (∼132 millions d'al), ce qui est à l'intérieur des valeurs de la distance de Hubble. Notons que c'est avec la valeur moyenne des mesures indépendantes, lorsqu'elles existent, que la base de données NASA/IPAC calcule le diamètre d'une galaxie.

### Classification
On ne s'entend pas sur la classification de cette galaxie, spirale intermédiaire (SAB(rs)c) pour le professeur Seligman et NED, spirale (SBc) barrée pour Wolfgang Steinicke et enfin spirale spirale ordinaire (Sbc) pour la base de données HyperLeda. On voit aucune barre sur l'amage obtenue du relevé SDSS, cependant les deux bras spiraux ne semblent pas débuter au bulbe de la galaxie. La classification de spirale intermédiaire semble donc mieux décrire NGC 7678.

### Luminosité dans l'infrarouge
Selon Sanders et ses collègues, la luminosité de la NGC 7678 dans l'infrarouge lointain (de 40 à 400 µm) est égale à 4,07 × 1010 {\displaystyle L_{\odot }} (1011,22{\displaystyle L_{\odot }}) et sa luminosité totale dans l'infrarouge (de 8 à 1 000 µm) est de 5,89 × 1010 {\displaystyle L_{\odot }} (1011,50{\displaystyle L_{\odot }}).

### Galaxie de Seyfert
NGC 7678 est une galaxie active de type Seyfert 2.

### Galaxie à sursaut de formation d'étoiles
NGC 7678 est une galaxie à sursauts de formation d'étoiles.  

## Galaxie avec un bras particulier (Arp 28)
NGC 7678 figure dans l'atlas des galaxies particulières d'Halton Arp sous la cote Arp 28, dans la catégorie « galaxies spirales avec un bras lourd »,. NGC 7678 possède en effet un bras spiral particulièrement proéminent (en l'occurrence, son bras sud). On y trouve entre autres une grande concentration de régions HII géantes, accompagnées de vastes amas d'étoiles.

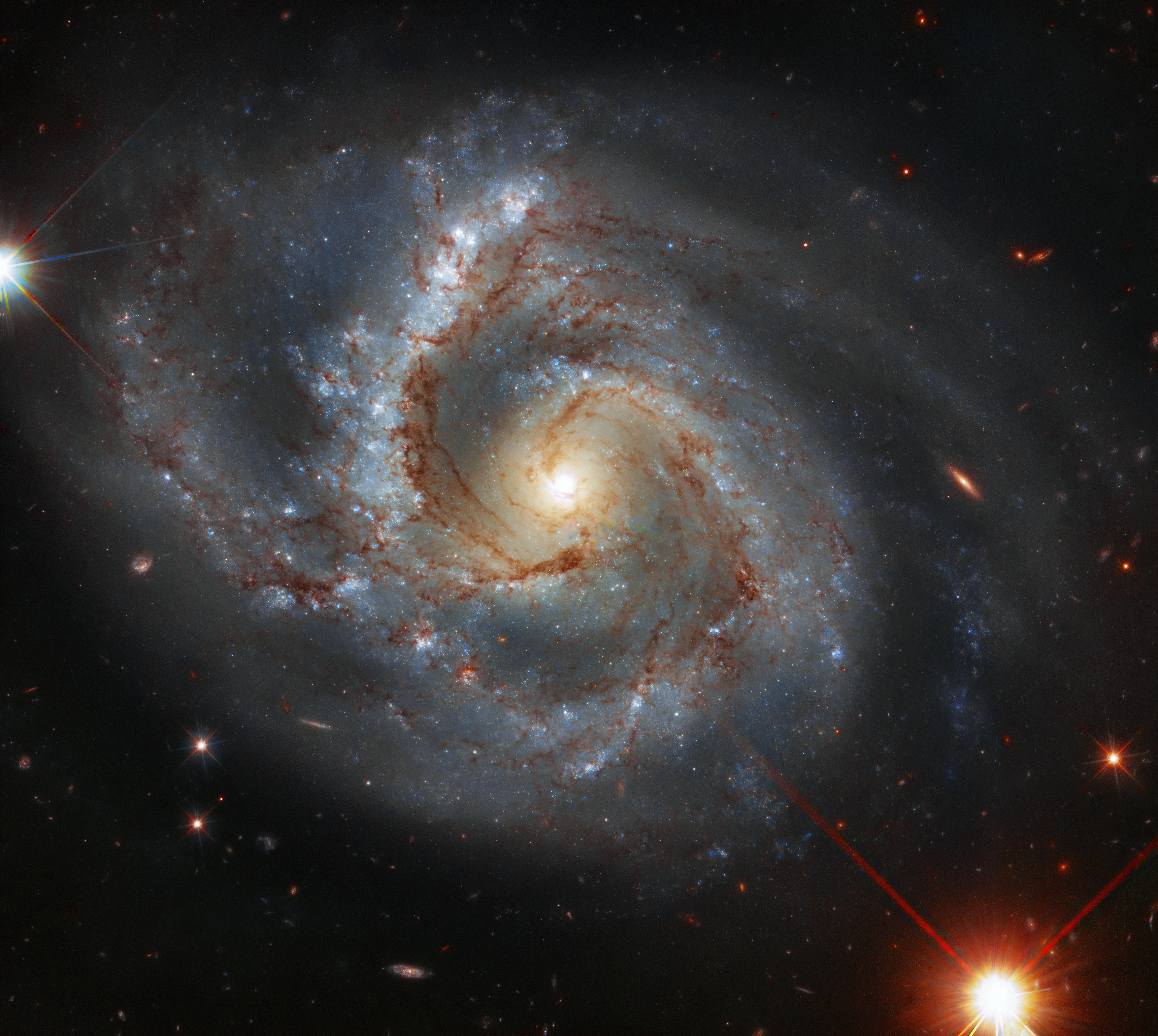
NGC 7678 imagée par le télescope spatial Hubble. Sur cette image, le Nord est en bas.

## Supernova
Quatre supernovas ont été observées dans NGC 7678 : SN 1997dc, SN 2002dp, SN 2009ga et SN 2021qvr.

### SN 1997dc
Cette supernova a été découverte le 5 août 1997 par le relevé de supernovas de l'observatoire astronomique de Pékin (BAO), en Chine. Cette supernova a été également découverte indépendamment par l'observatoire Lick, sur des clichés pris depuis l'observatoire, entre le 26 juillet et 1er aout 1997. Mais elle passa alors comme inaperçu. D'une magnitude apparente de 18,3 au moment de sa découverte par l'observatoire de Beijing, elle était de type Ib.

### SN 2002dp
Cette supernova a été découverte le 18 juin 2002 par l'astronome français Alain Klotz. D'une magnitude apparente de 15,1 au moment de sa découverte, elle était de type Ia.

### SN 2009ga
Cette supernova a été découverte le 8 juin 2009 par l'astronome japonais Koichi Itagaki à Yamagata. D'une magnitude apparente de 16,2 au moment de sa découverte, elle était de type IIP.

### SN 2021qvr
Cette supernova a été découverte le 23 juin 2021 par le relevé astronomique ATLAS (Asteroid Terrestrial-impact Last Alert System), relevé initialement destiné à la recherche de petits objets géocroiseurs. D'une magnitude apparente de 17,7 au moment de sa découverte, elle était de type II. Sa distance par rapport à la Terre a pu être estimée à environ 41 Mpc (∼134 millions d'al).

## Groupe de NGC 7678
Selon A.M. Garcia, NGC 7678 fait partie d'un groupe de galaxies qui porte son nom. Le groupe de NGC 7678 renferme quatre galaxies. Les trois autres galaxies du groupe sont NGC 7664, NGC 7673 et NGC 7677. Dans un article publié en 1998, Abraham Mahtessian mentionne aussi ce groupe, mais la galaxie NGC 7664 n'en fait pas partie.
NGC 7673 et NGC 7677 de ce groupe forment une paire de galaxies,.